# DACICC-1
DACICC-1 (Dispozitiv Automat de Calcul al Institutului de Calcul Cluj)

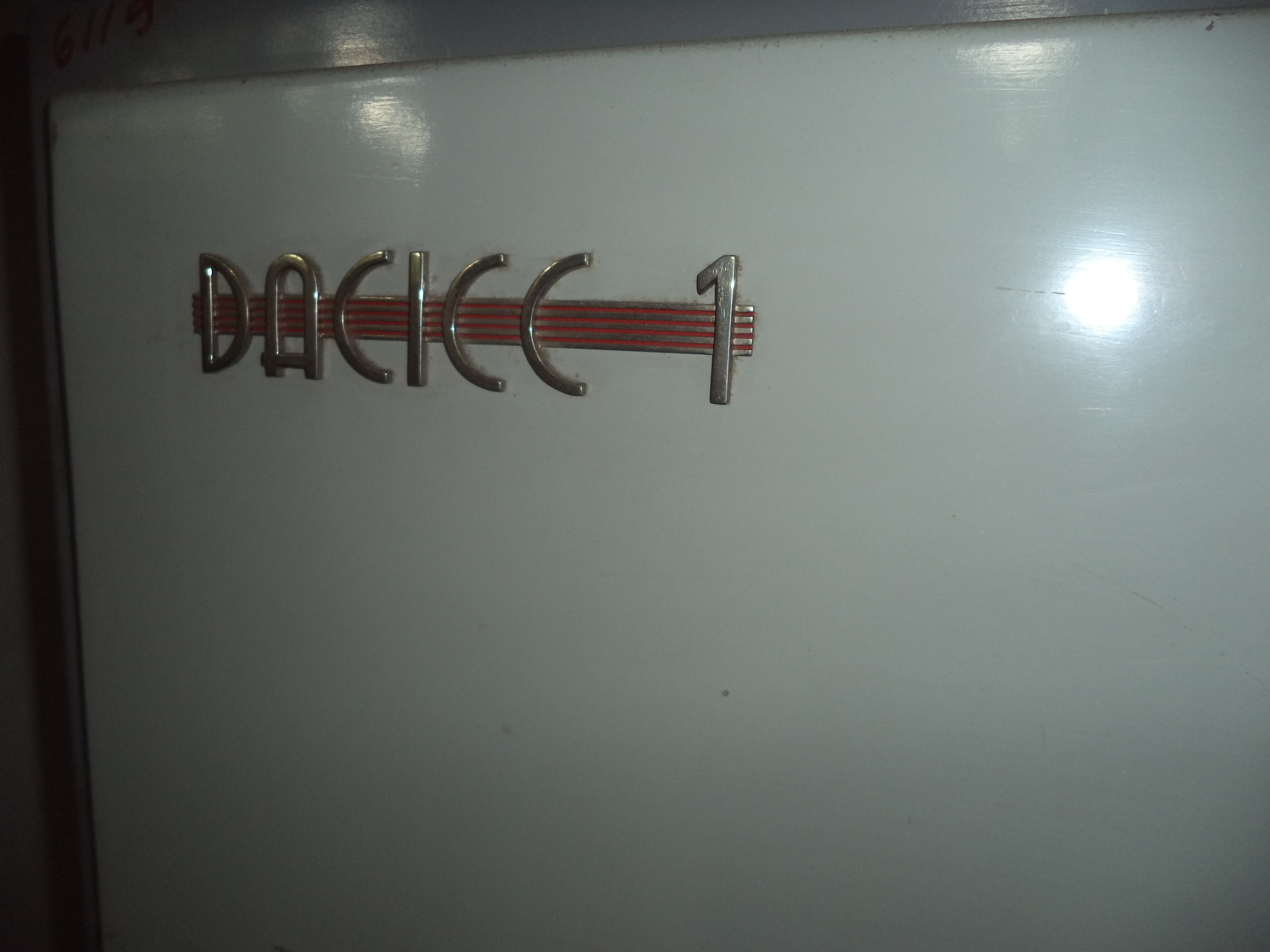
Calculatorul DACICC-1. Sursă foto: Emil Cătinaș.

- a fost conceput și realizat între anii 1959-1963[1] la Institutul de Calcul (Academia Română, filiala Cluj-Napoca), la inițiativa directorului acestui Institut, acad.Tiberiu Popoviciu. Echipa care l-a construit a fost condusă inițial de Manfred Rosmann, iar apoi de Gheorghe Farkas, fiind formată din inginerii Bruno Azzola, Mircea Bocu și Iolanda Juhasz. Programarea lui se făcea în cod mașină, principalii programatori în cei 9 ani de folosință fiind matematicienii Emil Muntean, Liviu Negrescu și Teodor Rus;
- a fost un produs original, succedând calculatorul experimental MARICA, construit în 1959;
- a fost un calculator de generația 1 (cu  tuburi electronice), dar cu trăsături moderne, “revoluționare” pentru acea perioadă, ce țin de generația a 2-a: a avut în componență  tranzistoare (utilizate pentru prima dată la un calculator în România -  la partea logică), și  inele de ferită (utilizate tot pentru prima dată la un calculator românesc - atât la memoria internă, cât și la unele părți din logică).[1] Totodată a avut o viteză mare de calcul pentru acea perioadă: frecvență de tact 100 KHz, permițând 2000 de adunări/secundă;[1]

Se poate spune că este primul calculator românesc cu  tranzistoare (fără a fi complet tranzistorizat) și primul calculator românesc cu memorie internă cu ferite.

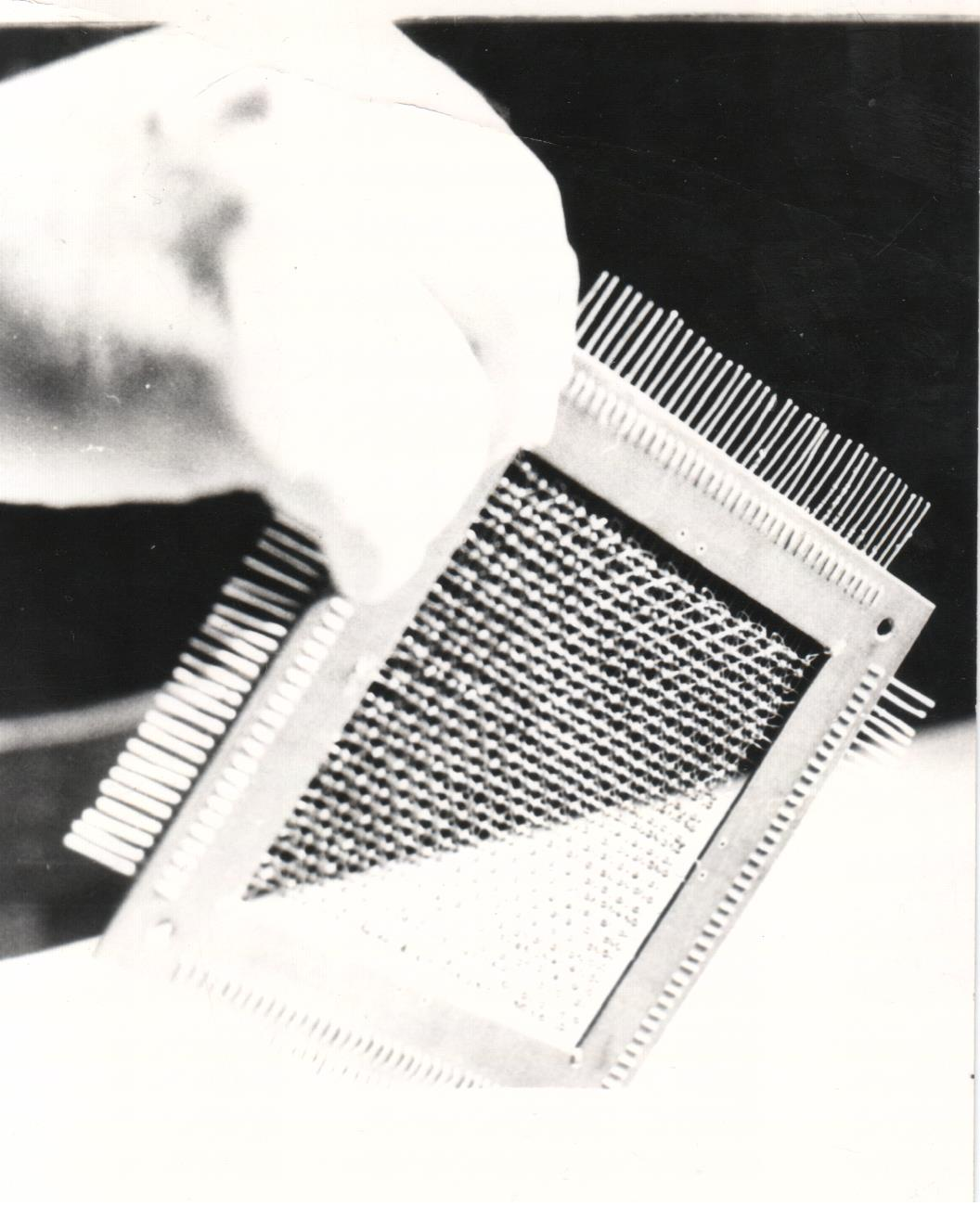
Memoria cu ferite a calculatorului DACICC-1. O matrice de ferite cu 1024 de biți. Sursă foto: Gheorghe Farkas.

- a fost un calculator operațional, fiind folosit 10 ani (în perioada 1963-1972) la Institutul de Calcul pentru rezolvarea a numeroase probleme practice din economie.[2] Menționăm spre exemplu că planificarea, recoltarea și prelucrarea sfeclei de zahăr din întreaga țară a fost modelată în anii 1964-1965 ca problemă matematică (de optimizare), și rezolvată la acest calculator, aducând importante beneficii economice; [2]
- a constituit baza formării a numeroși matematicieni de la Institutul de Calcul, de la  Universitatea “Babeș-Bolyai” și de la Universitatea Tehnică Cluj-Napoca ca specialiști în analiză numerică; aici s-a format ceea ce e cunoscută în țară și peste hotare ca "Școala Clujeană de Analiză Numerică și Teoria Aproximării";
- a constituit baza formării informaticienilor care au constituit (prin transfer de la Institutul de Calcul), Institutul de Tehnică de Calcul (ITC) Cluj, în 1968, și Centrul Teritorial de Calcul Cluj, în 1970;
- a constituit baza formării profesorilor de informatică de la Universitatea “Babeș-Bolyai” (de ex. prof. dr. Grigor Moldovan, ș.a.), care s-au instruit pe acest calculator iar apoi au predat cursuri la facultate, Clujul începând astfel să genereze absolvenți în domeniul IT. Acad. Dimitrie D. Stancu, fost membru al Institutului de Calcul, a predat primul curs de informatică si a publicat, impreuna cu prof. dr. Grigor Moldovan, prima documentatie de ALGOL.

Performanțele acestui calculator și reputația colectivului au făcut ca în anul 1964 Institutul Central de Cercetări Agricole (București) să comande construirea calculatorului DACICC-200 (contract în valoare de 3.482.000 lei – echivalentul a 580.000 $, raportat la cursul din 1964  ), care a fost cel mai performant calculator construit în țară cu proiect și materiale autohtone, până la fabricarea în anii '70 a calculatoarelor Felix, sub licență.
Ca o recunoaștere a meritelor specialiștilor de la Cluj, Gheorghe Farkas, Mircea Bocu și Emil Muntean (alături de alți câțiva pionieri ai informaticii românești) au fost recompensați în anul 2003 de către  președinția României cu  Ordinul Național Serviciul Credincios în grad de Cavaler.
Institutul de Calcul, prin acest calculator și prin următorul, DACICC-200, poate fi considerat ca „leagănul informaticii clujene”, precum și un important jalon în istoria informaticii românești. Institutul are de asemenea un rol recunoscut în dezvoltarea analizei numerice românești.
În prezent se află la  Muzeul Național Tehnic Dimitrie Leonida.

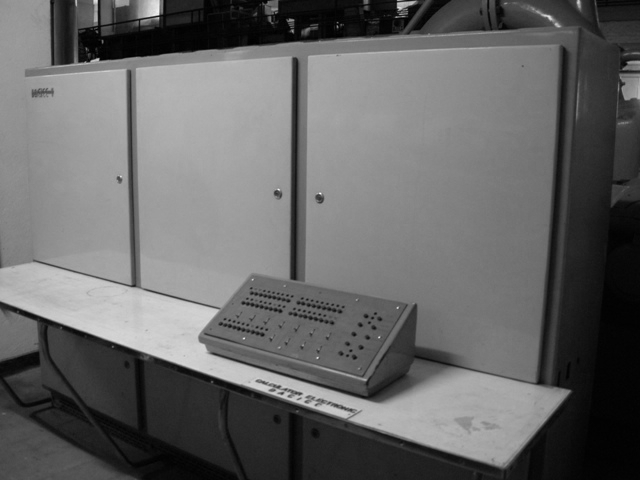
Calculatorul DACICC-1.Sursă foto: Gheorghe Farkas

## Construcție

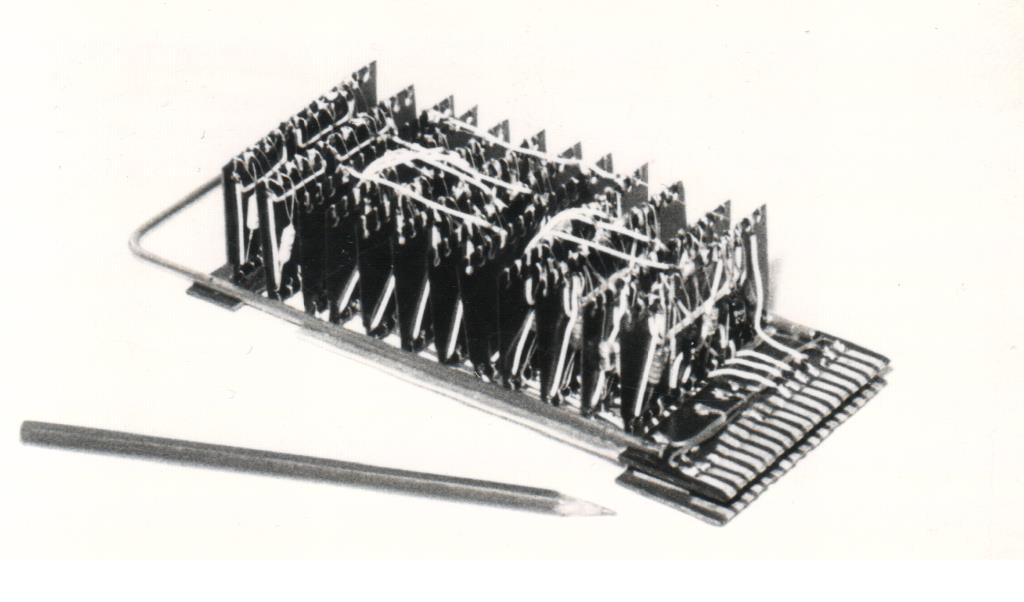
Un bloc logic al calculatorului DACICC-1. Sursă foto: Gheorghe Farkas.

DACICC-1 a fost construit folosind  tuburi electronice,  tranzistoare (pentru partea logică) și ferite (pentru memorie și unele părți din logică). Era un calculator binar, de tip serie, cu virgulă fixă și o adresă. Făcea parte din prima generație de calculatoare.

### Dispozitivul aritmetic
Conținea 3 regiștri tranzistorizați de deplasare (R1, R2, R3), cu câte 36 de ordine. Pentru operațiile de adunare, scădere, "și", "sau" se opera cu R1 și R2. Rezultatul putea fi transmis unuia din regiștri sau memoriei. Registrul R2 se folosea și ca registru al memoriei interne.

### Memorie
Memoria internă cu ferite avea 1024 de adrese și un ciclu de lucru de 17 μs. Putea funcționa în trei regimuri diferite: înscriere, citire și probă (pentru verificarea memoriei). Memoria externă era realizată pe tambur magnetic, avea 2048 de adrese și un timp de acces mediu de 12 ms.

### Panou de comandă
Panoul de comandă permitea:

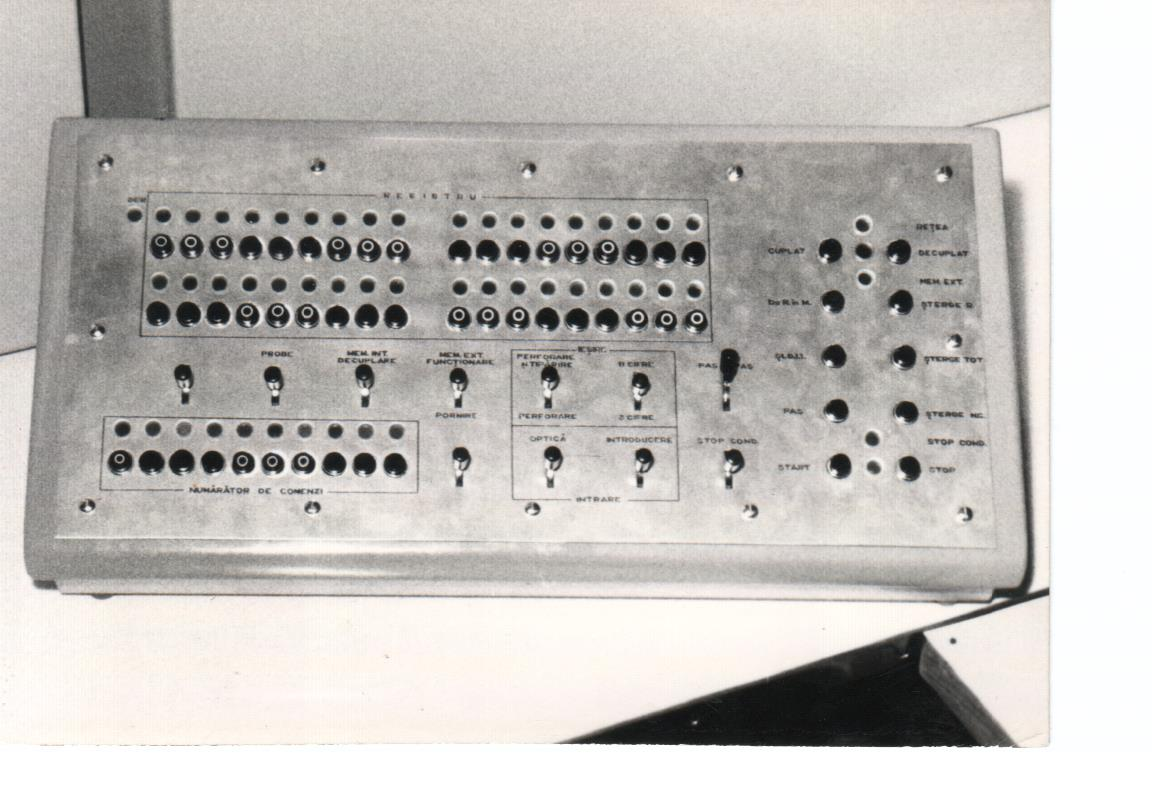
Panoul de comandă al calculatorului DACICC-1. Sursă foto: Gheorghe Farkas.

- înscrierea manuală în memorie și vizualizarea conținutului unei adrese;
- înscriere în număratorul de comenzi, cu vizualizare;
- executarea programelor automat sau pas cu pas;
- verificări ale calculatorului cu ciclu închis;
- alegerea sistemului de introducere a datelor (mecanic sau optic) ;
- alegerea sistemului de ieșire (tipărire, perforare) ;
- alegerea numărului de cifre care se tipăresc;
- alegerea regimului pentru stopul condiționat;
- cuplare, decuplare, porniri, opriri, ștergeri etc.

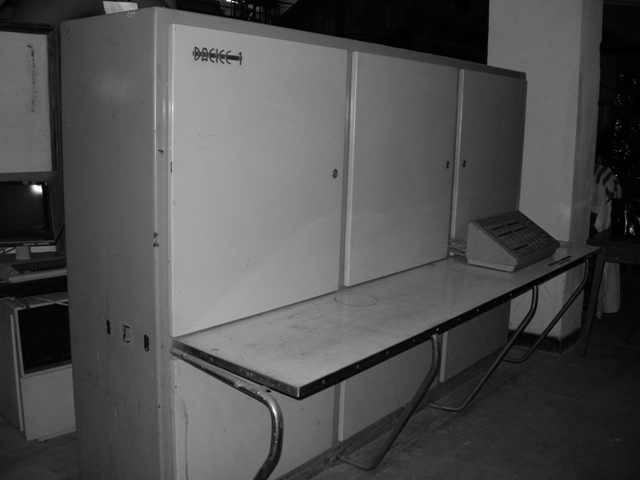
Calculatorul DACICC-1.Sursă foto: Gheorghe Farkas

### Periferice
Introducerea comenzilor se realiza pe o bandă perforată cu 5 orificii. Pentru citirea benzilor, calculatorul era dotat cu un aparat mecanic (6 caractere/secundă) și unul fotoelectric (1000 caractere/secundă). Rezultatele se tipăreau pe o mașină electrică de scris (6 caractere/secundă) sau erau perforate.

## Programare
Lungimea unui cuvânt era de 36 de cifre binare (biți). O instrucțiune era compusă din 15 cifre binare: 5 pentru codul operației și 10 pentru adresă. Primul operand și rezultatul unei operații se aflau în registrul R1, iar al doilea operand era referit de adresă. Într-un cuvânt se scriau două instrucțiuni care se executau succesiv. Sistemul de instrucțiuni cuprindea:
- operații aritmetice și logice de bază: adunare, scădere, înmulțire, împărțire, "și", "sau", deplasări la stânga și la dreapta;
- tipăriri zecimale, octale, de caractere, mutarea carului mașinii de scris;
- operații cu memoria internă, schimbul de informații între cele două memorii;
- comenzi speciale: transfer cu revenire, înmulțire cu precizie dublă, modificări ale conținutului unei adrese prin adunare cu registrul acumulator;
- operații auxiliare: stop, stop condiționat, treci mai departe.

## Utilizări
Principalele programe dezvoltate au fost legate de:
- rezolvarea sistemelor de ecuații liniare (până la 64 de ecuații);
- probleme de transport;
- probleme de programare liniară;
- rezolvarea turnusului de locomotive pe traseul Brașov-Predeal, pentru Regionala CFR Brașov;
- croire optimă pentru întreprinderea Clujana.

Pe lângă acestea, calculatorul a fost folosit și pentru calculul orbitelor unor sateliți, prelucrări statistice de date, rezolvarea ecuațiilor diferențiale de ordinul doi, programare automată- un translator și un interpretor pentru expresii algebrice.
Lista completă a aplicațiilor în care a fost utilizat DACICC-1 se găsește în lucrarea .

## Colectiv de cercetare
La proiectarea și realizarea calculatorului au contribuit: Gheorghe Farkas, Bruno Azzola, Mircea Bocu, Iolanda Juhasz și Manfred Rosmann.
Programele pentru DACCIC-1 au fost realizate, în limbaj mașină, de matematicienii: Emil Muntean, Liviu Negrescu și Teodor Rus.